# Panni (Italië)
Panni is een gemeente in de Italiaanse provincie Foggia (regio Apulië) en telt 940 inwoners (31-12-2003). De oppervlakte bedraagt 32,59 km², de bevolkingsdichtheid is 28,8 inwoners per km².
Er zijn geen frazioni die deel uitmaken van de gemeente.

## Geografie
Panni grenst aan de volgende gemeenten: Accadia, Bovino, Montaguto (Provincie Avellino), Monteleone di Puglia, Orsara di Puglia, Savignano Irpino (Provincie Avellino).